# Sanchey
Sanchey je francouzská obec v departementu Vosges, v regionu Grand Est. Leží 8 kilometrů od Épinalu.

## Geografie
Obec leží na břehu vodní nádrže Bouzey.
Sousední obce: Darnieulles, Uxegney, Les Forges, Renauvoid a Chaumousey.

## Historie
V dubnu 1895 se protrhla hráz vodní nádrže a voda zaplavila okolí. Zahynulo 87 lidí.

## Památky
- vojenská pevnost Sanchey

## Vývoj počtu obyvatel
Počet obyvatel